# Municipio de Arago
El municipio de Arago (en inglés: Arago Township) es un municipio ubicado en el condado de Hubbard en el estado estadounidense de Minnesota. En el año 2010 tenía una población de 607 habitantes y una densidad poblacional de 6,61 personas por km².

## Geografía
El municipio de Arago se encuentra ubicado en las coordenadas 47°1′21″N 95°6′23″O / 47.02250, -95.10639. Según la Oficina del Censo de los Estados Unidos, el municipio tiene una superficie total de 91.82 km², de la cual 79,93 km² corresponden a tierra firme y (12,95 %) 11,89 km² es agua.

## Demografía
Según el censo de 2010, había 607 personas residiendo en el municipio de Arago. La densidad de población era de 6,61 hab./km². De los 607 habitantes, el municipio de Arago estaba compuesto por el 97,86 % blancos, el 0,16 % eran afroamericanos, el 1,15 % eran amerindios y el 0,82 % eran de una mezcla de razas. Del total de la población el 0,33 % eran hispanos o latinos de cualquier raza.